# 1963-as síkvízi kajak-kenu világbajnokság
Az 1963-as síkvízi kajak-kenu világbajnokságot a jugoszláviai Jajcában rendezték 1963-ban. Ez a hatodik kajak-kenu világbajnokság volt. A magyar csapat az éremtáblázaton a negyedik helyezést érte el összesítésben. Ezt a világbajnokságot eredetileg 1962-ben, Essenben rendezték volna. Az NDK és az NSZK között zajló zászló és himnusz használati vita miatt a világbajnokság végül elmaradt, amit 1963-ban pótoltak.

## Éremtáblázat
*   Magyarország
| Helyezés | Ország       | Arany | Ezüst | Bronz | Összesen |
| -------- | ------------ | ----- | ----- | ----- | -------- |
| 1.       | Románia      | 6     | 4     | 1     | 11       |
| 2.       | Szovjetunió  | 4     | 4     | 3     | 11       |
| 3.       | NSZK         | 2     | 2     | 2     | 6        |
| 4.       | Magyarország | 2     | 0     | 4     | 6        |
| 5.       | NDK          | 1     | 3     | 5     | 9        |
| 6.       | Dánia        | 1     | 1     | 0     | 2        |
| 7.       | Svédország   | 0     | 2     | 0     | 2        |
| 8.       | Ausztria     | 0     | 0     | 1     | 1        |
| Összesen | Összesen     | 16    | 16    | 16    | 48       |

## Eredmények

### Férfiak

#### Kenu
| Versenyszám | Arany                                             | Arany    | Ezüst                                          | Ezüst    | Bronz                                      | Bronz    |
| ----------- | ------------------------------------------------- | -------- | ---------------------------------------------- | -------- | ------------------------------------------ | -------- |
| C1 1000 m   | Simion Ismailciuc · Románia                       | 4:33,85  | Detlef Lewe · NSZK                             | 4:34,05  | Albrecht Müller · NDK                      | 4:36,34  |
| C1 10 000 m | Mihail Zamotyin · Szovjetunió                     | 52:13,70 | Andrei Igorov · Románia                        | 52:30,86 | Albrecht Müller · NDK                      | 52:37,60 |
| C2 1000 m   | Achim Sidorov · Alexe Iacovici · Románia          | 4:02,35  | Vitalij Galkov · Mihail Zamotyin · Szovjetunió | 4:04,84  | Gyűrű Endre · Soltész Árpád · Magyarország | 4:05,79  |
| C2 10 000 m | Leonyid Gejstor · Szergej Makarenko · Szovjetunió |          | Willi Mehlberg · Werner Ulrich · NDK           |          | Lavrente Calinov · Igor Lapilit · Románia  |          |

#### Kajak
| Versenyszám        | Arany                                                                           | Arany    | Ezüst                                                                                     | Ezüst    | Bronz                                                                                     | Bronz    |
| ------------------ | ------------------------------------------------------------------------------- | -------- | ----------------------------------------------------------------------------------------- | -------- | ----------------------------------------------------------------------------------------- | -------- |
| K1 500 m           | Aurel Vernescu · Románia                                                        | 1:51,88  | Erik Hansen · Dánia                                                                       | 1:54,57  | Kovács Kálmán · Magyarország                                                              | 1:55,74  |
| K1 1000 m          | Erik Hansen · Dánia                                                             | 3:56,30  | Aurel Vernescu · Románia                                                                  | 3:56,32  | Siegfried Rossberg · NDK                                                                  | 3:59,12  |
| K1 10 000 m        | Fritz Briel · NSZK                                                              |          | Sven-Olaf Sjödelius · Svédország                                                          |          | Hesz Mihály · Magyarország                                                                |          |
| K1 4 × 500 m váltó | Aurel Vernescu · Vasilie Nicoarǎ · Haralambie Ivanov · Anton Ivanescu · Románia | 7:43,59  | Vlagyimir Morozov · Vlagyimir Nataluha · Vjacseszlav Vinnik · Ivan Gaszonov · Szovjetunió | 7:43,60  | Wolfgang Lange · Dieter Krause · Siegfried Rossberg · Günter Perleberg · NDK              | 7:44,05  |
| K2 500 m           | Vasilie Nicoarǎ · Haralambie Ivanov · Románia                                   | 1:42,43  | Aurel Vernescu · Mircea Anastasescu · Románia                                             | 1:42,72  | Heinz Büker · Holger Zander · NSZK                                                        | 1:43,73  |
| K2 1000 m          | Vasilie Nicoarǎ · Haralambie Ivanov · Románia                                   | 3:35,11  | Wolfgang Lange · Dieter Krause · NDK                                                      | 3:35,59  | Nyikolaj Csuzsikov · Anatolij Grisin · Szovjetunió                                        | 3:37,27  |
| K2 10 000 m        | Fábián László · Timár István · Magyarország                                     | 41:30,00 | Tord Sahlén · Tyrone Ferm · Svédország                                                    | 41:32,18 | Erich Suhriber · Sigfred Brzoska · NSZK                                                   | 41:33,33 |
| K4 1000 m          | Günter Perleberg · Dieter Krause · Siegfried Rossberg · Wolfgang Lange · NDK    | 3:14,60  | Nicolae Artimov · Andrei Contolenco · Haralambie Ivanov · Vasilie Nicoarǎ · Románia       | 3:14,80  | Mikhail Kaaleste · Igor Piszarev · Anatolij Trozsenkov · Anatolij Gyemitkov · Szovjetunió | 3:17,37  |
| K4 10 000 m        | Timár István · Fábián László · Koltai Ottó · Ürögi László · Magyarország        | 37:22,23 | Günter Holzvoigt · Wolfgang Finger · Wolfgang Niedrig · Siegwart Karbe · NDK              | 37:29,33 | Czink György · Petróczy János · Almási Gábor · Egri Sámuel · Magyarország                 | 37:44,37 |

### Nők

#### Kajak
| Versenyszám | Arany                                                                                     | Arany   | Ezüst                                                                          | Ezüst   | Bronz                                                                                   | Bronz   |
| ----------- | ----------------------------------------------------------------------------------------- | ------- | ------------------------------------------------------------------------------ | ------- | --------------------------------------------------------------------------------------- | ------- |
| K1 500 m    | Marija Subina · Szovjetunió                                                               | 2:08,29 | Ljudmila Pinajeva · Szovjetunió                                                | 2:08,90 | Hanneliese Spitz · Ausztria                                                             | 2:11,60 |
| K2 500 m    | Roswitha Esser · Annemarie Zimmermann · NSZK                                              | 1:54,51 | Marija Subina · Ljudmila Pinajeva · Szovjetunió                                | 1:54,62 | Valentyina Bizak · Ljubov Szincsina · Szovjetunió                                       | 1:56,56 |
| K4 500 m    | Valentyina Bizak · Ljudmila Pinajeva · Marija Subina · Antonyina Szeregyina · Szovjetunió |         | Roswitha Esser · Erika Feltman · Ingrid Hertmann · Annemarie Zimmermann · NSZK |         | Marion Knobba · Anita Nüssner-Kobuss · Charlotte Siedelmann · Helga Mühlberg-Ulze · NDK |         |

## A magyar csapat
Az 1963-as magyar vb keret tagjai:
| férfiak kajak | férfiak kajak                                         | férfiak kajak      |
| ------------- | ----------------------------------------------------- | ------------------ |
| K1 500 m      | Kovács Kálmán                                         | Bronzérem          |
| K1 500 m      | Szente András                                         | 8.                 |
| K2 500 m      | Mészáros György Kemecsey Imre                         | 5.                 |
| K2 500 m      | Cseh Ferenc Hazsik Endre                              | feladta            |
| K1 1000 m     | Kemecsey Imre                                         | nem jutott döntőbe |
| K1 1000 m     | Ürögi László                                          | nem jutott döntőbe |
| K2 1000 m     | Mészáros György Kemecsey Imre                         | 5.                 |
| K2 1000 m     | Cseh Ferenc Hazsik Endre                              | 6.                 |
| K4 1000 m     | Ürögi László Szente András Koltai Ernő Novotny László | 7.                 |
| K4 1000 m     | Kovács Almási Gábor Egri Sámuel Takács                | nem jutott döntőbe |
| K1 10 000 m   | Hesz Mihály                                           | Bronzérem          |
| K1 10 000 m   | Nagy György                                           | 13.                |
| K2 10 000 m   | Fábián László Tímár István                            | Aranyérem          |
| K2 10 000 m   | Czink György Petróczy János                           | 11.                |
| K4 10 000 m   | Fábián László Tímár István Ürögi László Koltai Ottó   | Aranyérem          |
| K4 10 000 m   | Czink György Petróczy János Almási Gábor Egri Sámuel  | Bronzérem          |
| K1 4 × 500 m  | Kovács Szente András Fejős Mészáros György            | nem jutott döntőbe |

| férfi kenu  | férfi kenu                | férfi kenu         |
| ----------- | ------------------------- | ------------------ |
| C1 1000 m   | Hajba Antal               | 4.                 |
| C1 1000 m   | Törő András               | nem jutott döntőbe |
| C2 1000 m   | Gyűrű Endre Soltész Árpád | Bronzérem          |
| C2 1000 m   | Gábriel Tibor Cselényi    | nem jutott döntőbe |
| C1 10 000 m | Gábriel Tibor             | 11.                |
| C1 10 000 m | Parti János               | 12.                |
| C2 10 000 m | Hóka László Szabó Péter   | 6.                 |
| C2 10 000 m | Novák Gábor Szopkó György | 11.                |

| nők      | nők                         | nők                |
| -------- | --------------------------- | ------------------ |
| K1 500 m | Benkő Katalin               | 7.                 |
| K1 500 m | Bánfalvi Klára              | nem jutott döntőbe |
| K2 500 m | Bánfalvi Klára Balogh Anikó | 7.                 |
| K2 500 m | Benkő Katalin Kovács Aranka | nem jutott döntőbe |
| K4 500 m | –                           | nem indult         |